# Julia Hickelsberger-Füller
Julia Hickelsberger-Füller (Sankt Pölten, 1º agosto 1999) è una calciatrice austriaca, centrocampista dell'Hoffenheim e della nazionale austriaca.

## Carriera

### Club
Nata a Sankt Pölten, nell'Austria nord-orientale, nel 1999, ha iniziato a giocare a calcio a 7 anni, nelle giovanili del Neulengbach. Con la stessa società è arrivata in prima squadra a 15 anni, nel 2014, rimanendovi per 4 stagioni e mezza.
A gennaio 2019 si è trasferita al St. Pölten, vincendo campionato e Coppa d'Austria nella prima parte di stagione in gialloblù, ed esordendo in Women's Champions League nell'estate successiva, l'11 settembre, partendo titolare e venendo sostituita al 56' nella sconfitta per 4-2 contro le olandesi del Twente, nell'andata dei sedicesimi di finale, in casa a Sankt Pölten.
Per la stagione 2022-23 si è trasferita in Germania all'Hoffenheim, partecipante alla Frauen-Bundesliga, massima serie del campionato tedesco.

### Nazionale
Dopo aver fatto parte nel 2014, senza essere mai impiegata, dell'under 17, nel 2016 è passata in under 19, partecipando alle qualificazioni agli Europei di Irlanda del Nord 2017 e Svizzera 2018, giocandovi 5 gare e segnando 1 gol.
Ha debuttato in nazionale maggiore il 27 febbraio 2019, entrando al 77' al posto di Laura Feiersinger nella gara di Cyprus Cup vinta per 4-1 a Larnaca contro la Nigeria.
Ha segnato la sua prima rete il 3 settembre dello stesso anno, alla sua prima gara ufficiale in nazionale, realizzando il 2-0 al 43' nella vittoria per 3-0 in casa a Maria Enzersdorf contro la Macedonia nelle qualificazioni all'Europeo di Inghilterra 2022.

## Statistiche

### Presenze e reti nei club
Statistiche aggiornate al 9 aprile 2025.
| Stagione           | Squadra            | Campionato         | Campionato | Campionato | Coppe nazionali | Coppe nazionali | Coppe nazionali | Coppe continentali | Coppe continentali | Coppe continentali | Altre coppe | Altre coppe | Altre coppe | Totale | Totale |
| Stagione           | Squadra            | Comp               | Pres       | Reti       | Comp            | Pres            | Reti            | Comp               | Pres               | Reti               | Comp        | Pres        | Reti        | Pres   | Reti   |
| ------------------ | ------------------ | ------------------ | ---------- | ---------- | --------------- | --------------- | --------------- | ------------------ | ------------------ | ------------------ | ----------- | ----------- | ----------- | ------ | ------ |
| 2014-2015          | Neulengbach        | OBL                | 6          | 2          | CA              | 1               | 0               | -                  | -                  | -                  | -           | -           | -           | 7      | 2      |
| 2015-2016          | Neulengbach        | OBL                | 14         | 10         | CA              | 5               | 1               | -                  | -                  | -                  | -           | -           | -           | 19     | 11     |
| 2016-2017          | Neulengbach        | OBL                | 11         | 4          | CA              | 4               | 1               | -                  | -                  | -                  | -           | -           | -           | 15     | 5      |
| 2017-2018          | Neulengbach        | OBL                | 16         | 6          | CA              | 4               | 3               | -                  | -                  | -                  | -           | -           | -           | 5      | 2      |
| lug.-dic. 2018     | Neulengbach        | OBL                | 8          | 1          | CA              | 2               | 3               | -                  | -                  | -                  | -           | -           | -           | 23     | 10     |
| Totale Neulengbach | Totale Neulengbach | Totale Neulengbach | 55         | 23         | -               | 16              | 8               | -                  | -                  | -                  | -           | -           | -           | 71     | 31     |
| gen.-giu. 2019     | St. Pölten         | OBL                | 9          | 3          | CA              | 3               | 0               | UWCL               | -                  | -                  | -           | -           | -           | 12     | 3      |
| 2019-2020          | St. Pölten         | OBL                | 4          | 1          | CA              | 2               | 2               | UWCL               | 2                  | 0                  | -           | -           | -           | 8      | 3      |
| 2020-2021          | St. Pölten         | OBL                | 2          | 3          | CA              | -               | -               | UWCL               | -                  | -                  | -           | -           | -           | 2      | 3      |
| 2021-2022          | St. Pölten         | OBL                | 8          | 4          | CA              | 4               | 2               | -                  | -                  | -                  | -           | -           | -           | ?      | ?      |
| Totale St. Pölten  | Totale St. Pölten  | Totale St. Pölten  | 23         | 11         | -               | 9               | 4               | -                  | 2                  | 0                  | -           | -           | -           | 34     | 15     |
| 2023-2024          | Hoffenheim II      | 2. BL              | 1          | 0          | -               | -               | -               | -                  | -                  | -                  | -           | -           | -           | 1      | 0      |
| 2022-2023          | Hoffenheim         | BL                 | 13         | 6          | CG              | 3               | 2               | -                  | -                  | -                  | -           | -           | -           | 16     | 8      |
| 2023-2024          | Hoffenheim         | BL                 | 12         | 1          | CG              | 2               | 0               | -                  | -                  | -                  | -           | -           | -           | 14     | 1      |
| 2024-2025          | Hoffenheim         | BL                 | 12         | 1          | CG              | 1               | 0               | -                  | -                  | -                  | -           | -           | -           | 13     | 1      |
| Totale Hoffenheim  | Totale Hoffenheim  | Totale Hoffenheim  | 37         | 8          | -               | 6               | 2               | -                  | -                  | -                  | -           | -           | -           | 43     | 10     |
| Totale carriera    | Totale carriera    | Totale carriera    | 38         | 8          | -               | 6               | 2               | -                  | 7                  | 0                  | -           | -           | -           | 44     | 10     |

### Cronologia presenze e reti in nazionale
| Cronologia completa delle presenze e delle reti in nazionale ― Austria | Cronologia completa delle presenze e delle reti in nazionale ― Austria | Cronologia completa delle presenze e delle reti in nazionale ― Austria | Cronologia completa delle presenze e delle reti in nazionale ― Austria | Cronologia completa delle presenze e delle reti in nazionale ― Austria | Cronologia completa delle presenze e delle reti in nazionale ― Austria | Cronologia completa delle presenze e delle reti in nazionale ― Austria | Cronologia completa delle presenze e delle reti in nazionale ― Austria |
| Data                                                                   | Città                                                                  | In casa                                                                | Risultato                                                              | Ospiti                                                                 | Competizione                                                           | Reti                                                                   | Note                                                                   |
| ---------------------------------------------------------------------- | ---------------------------------------------------------------------- | ---------------------------------------------------------------------- | ---------------------------------------------------------------------- | ---------------------------------------------------------------------- | ---------------------------------------------------------------------- | ---------------------------------------------------------------------- | ---------------------------------------------------------------------- |
| 22-9-2020                                                              | Podgorica                                                              | Montenegro                                                             | 0 – 3                                                                  | Austria                                                                | Qual. Euro 2022                                                        | -                                                                      | 20’                                                                    |
| 27-11-2020                                                             | Ingolstadt                                                             | Austria                                                                | 6 – 0                                                                  | Grecia                                                                 | Qual. Euro 2022                                                        | 1                                                                      | 46’                                                                    |
| 10-4-2021                                                              | Wiesbaden                                                              | Austria                                                                | 5 – 2                                                                  | Australia                                                              | Amichevole                                                             | -                                                                      | 46’                                                                    |
| 13-4-2021                                                              | Wiesbaden                                                              | Austria                                                                | 3 – 1                                                                  | Norvegia                                                               | Amichevole                                                             | 1                                                                      | 80’                                                                    |
| 15-6-2021                                                              | Offenbach am Main                                                      | Austria                                                                | 0 – 0                                                                  | Cile                                                                   | Amichevole                                                             | -                                                                      | 67’                                                                    |
| 11-11-2022                                                             | Fort Lauderdale                                                        | Stati Uniti                                                            | 1 – 2                                                                  | Austria                                                                | Amichevole                                                             | 1                                                                      | 46’                                                                    |
| 13-11-2022                                                             | Harrison                                                               | Stati Uniti                                                            | 2 – 1                                                                  | Austria                                                                | Amichevole                                                             | -                                                                      | 79’                                                                    |
| 24-6-2023                                                              | Offenbach am Main                                                      | Austria                                                                | 2 – 1                                                                  | Vietnam                                                                | Amichevole                                                             | 1                                                                      | 61’                                                                    |
| 1-12-2023                                                              | Rostock                                                                | Austria                                                                | 3 – 0                                                                  | Danimarca                                                              | UEFA Women's Nations League 2023-2024 - Fase a gironi                  | -                                                                      | 87’                                                                    |
| 5-12-2023                                                              | Swansea                                                                | Galles                                                                 | 0 – 0                                                                  | Austria                                                                | UEFA Women's Nations League 2023-2024 - Fase a gironi                  | -                                                                      | 46’                                                                    |
| Totale                                                                 |                                                                        | Presenze                                                               | 10                                                                     |                                                                        | Reti                                                                   | 4                                                                      |                                                                        |

## Palmarès

### Club
- Campionato austriaco: 3

St. Pölten: 2018-2019, 2020-2021, 2021-2022
- Coppa d'Austria: 2

St. Pölten: 2018-2019, 2021-2022